# Kiss the Anus of a Black Cat
Kiss the Anus of a Black Cat (с англ. — «Поцелуй анус черной кошки») — бельгийская рок-группа, играющая неофолк на ранних альбомах, используя бурдоны. Чуть более поздние альбомы группы подверглись влиянию новой волны. Группа создана как проект Стефа Ирританта (псевдоним Стефа Херена). Само название группы отсылает к колдовству и прославляет контркультуру.
Группа играла концерты на различных фестивалях в Бельгии, Нидерландах. России и др. В 2015 году, после выхода To Live Vicariously, первые два альбома были переизданы лейблом 9000 Records.

## История
После своей игры в группе Counter-Attack, Стеф Херен в 2004 году основывает свой новый проект и в одиночку выпускает дебютный альбом If the Sky Falls, We Shall Catch Larks в 2005. В 2007 году выходит второй альбом An Interlude to the Outermost, в нём становится всё больше фолка и шаманской музыки. В том же году выходит EP Turn Hegel On His Head. Альбом 2008 года The Nebulous Dreams достигает высот в фолковом стиле группы, текста песен содержат всё больше отсылок к шаманским обрядам.
До 2010 года на всех альбомах постоянно менялись музыканты, Стеф оставался единственным постоянным автором, но с выходом следующего альбома Hewers of Wood and Drawers of Water состав группы остаётся стабильным и по сегодняшний день. Это один из самых популярных релизов группы и последний в стиле неофолка. С момента выхода Weltuntergangsstimmung в 2012 году группа подвергнулась влиянию новой волны и записала данный альбом близко к дарквейву. Данную традицию продолжил и альбом 2015 года To Live Vicariously.
KTAOABC неоднократно записывала синглы с другими артистами или выпускала синглы на релизах других авторов. Среди них существуют синглы: Waltz For Wolves (Werewolf Songs - 2011), Toman + KTAOABC (Ruisbestuiving 1 - 2011), a так же группа перезаписала свою песню Cornflowers For Our Brothers с альбома An Interlude to the Outermost в стиле новых альбомов для сингла вместе с The Black Heart Rebellion - T.B.H.R. & K.T.A.O.A.B.C. 2016 года.

## Дискография

### Альбомы
- 2005 - If the Sky Falls, We Shall Catch Larks ((K-RAA-K)³)
- 2007 - An Interlude to the Outermost ((K-RAA-K)³)
- 2008 - The Nebulous Dreams (Conspiracy Records (2))
- 2010 - Hewers of Wood and Drawers of Water (Zealrecords)
- 2012 - Weltuntergangsstimmung (Zealrecords)
- 2015 - To Live Vicariously (Zealrecords, Consouling Sounds)

### Мини-альбомы
- 2007 - Turn Hegel On His Head (Implied Sound)
- 2016 - T.B.H.R. & K.T.A.O.A.B.C. (9000 Records)